# Williams FW30
A Williams FW30 egy Formula–1-es versenyautó, melyet a WilliamsF1 csapat tervezett és versenyeztetett a 2008-as Formula–1 világbajnokságon. A modell az előző évi Williams FW29 továbbfejlesztett változata, elődjéhez hasonlóan a Toyota erőforrásai hajtották. Pilótái Nico Rosberg és Nakadzsima Kazuki voltak.

## Tervezés
Az előző konstrukcióhoz Sam Michael tervező az aerodinamikai csomag és a súlyeloszlás kisebb mértékű finomhangolását tartotta fontosnak egy radikális újratervezés helyett.  Ezek az újítások feltehetőleg a Bridgestone gumiabroncsokkal való jobb működést segítették elő.
Külsőre nagy változásokat nem voltak felfedezhetőek, ami lényeges, az az első szárny és az orr. Itt ugyanis a korábbi két elemből álló szárnyrendszer helyett már egy három elemből állóra álltak át. Ez nagyon hasonló volt, mint a 2007-es McLaren MP4-22 megoldása, ahol a felső szárnyelemet az orr-rész felett vezették át - annyi különbséggel, hogy itt maga a szárny is az orrhoz volt közvetlenül rögzítve. A pilóták melletti részt kismértékben megnövelték, a kipufogórendszert karcsúbbra és függőleges irányúra tervezték át, valamint az oldaldobozokon a hűtőelemeken változtattak kevésbé látványos mértékben.
Szezon közben is voltak változtatások. Szinte minden esetben az első szárnyon illetve az oldaldobozokon állítottak illetve változtattak. Esztétikailag a Monacóban bevetett "cápauszony" motorborítás volt a legjellegzetesebb.

## A szezon
Először 2008. január 21-én mutatkozott be az autó egy valenciai teszten, egyébként nem volt hivatalos bemutatója. A tesztek alatt többféle ideiglenes festést alkalmaztak, amelyeken helyet kaptak mindazok, akik a Williams addigi 30 évében segítettek a fejlesztésben, és a korábbi szponzorok.
A szezonnyitó Ausztrál Nagydíjon Rosberg harmadik lett, Nakadzsima pedig pontot szerzett hatodik helyezésével. Az ezt követő eredmények azonban fokozatosan rosszabbodtak. Több kiesés és ritka pontszerzések jellemezték a csapatot. Felvillanás volt részükről a Szingapúri Nagydíj, ahol Rosberg második lett, és épphogy nem sikerült csak elérnie a győzelmet. A 2012-es Kínai Nagydíjig ez volt Rosberg pályafutásának legjobb eredménye.
A csapat az évet 26 ponttal a 8. helyen zárta.
A 2009-es szabályváltozásokra felkészülve készült egy Williams FW30B is, amelyet csak tesztelési célra használtak, elsősorban a kinetikus energia-visszanyelő rendszer (KERS) beépítése céljából, de voltak rajta új aerodinamikai elemek, és új volt a hátsó rész valamint a váltó is.

## Eredmények
| Év   | Csapat        | Motor            | Gumik | Pilóták           | 1   | 2   | 3   | 4   | 5   | 6   | 7   | 8   | 9   | 10  | 11  | 12  | 13  | 14  | 15  | 16  | 17  | 18  | Pontok | Helyezés |
| ---- | ------------- | ---------------- | ----- | ----------------- | --- | --- | --- | --- | --- | --- | --- | --- | --- | --- | --- | --- | --- | --- | --- | --- | --- | --- | ------ | -------- |
| 2008 | AT&T Williams | Toyota RVX-08 V8 | B     |                   | AUS | MAL | BHR | ESP | TUR | MON | CAN | FRA | GBR | GER | HUN | EUR | BEL | ITA | SIN | JPN | CHN | BRA | 26     | 8.       |
| 2008 | AT&T Williams | Toyota RVX-08 V8 | B     | Nico Rosberg      | 3   | 14  | 8   | KI  | 8   | KI  | 10  | 16  | 9   | 10  | 14  | 8   | 12  | 14  | 2   | 11  | 15  | 12  | 26     | 8.       |
| 2008 | AT&T Williams | Toyota RVX-08 V8 | B     | Nakadzsima Kazuki | 6   | 17  | 14  | 7   | KI  | 7   | KI  | 15  | 8   | 14  | 13  | 15  | 14  | 12  | 8   | 15  | 12  | 17  | 26     | 8.       |

## Fordítás
Ez a szócikk részben vagy egészben  a   Williams FW30 című angol Wikipédia-szócikk ezen változatának fordításán alapul.  Az eredeti cikk szerkesztőit annak laptörténete sorolja fel. Ez a jelzés csupán a megfogalmazás eredetét és a szerzői jogokat jelzi, nem szolgál a cikkben szereplő információk forrásmegjelöléseként.